# Kerman, Kalifornien
Kerman är en stad (city) i Fresno County, i delstaten Kalifornien, USA. Enligt United States Census Bureau har staden en folkmängd på 13 727 invånare (2011) och en landarea på 8,4 km².